# Мой маленький ангел
Мой маленький ангел (оригинальное название (англ. Foster) в переводе не отражено) — британская драмеди сценариста и режиссёра Джонатана Ньюмена. В 2011 году фильм был представлен на нескольких кинофестивалях, в прокат на родине вышел в ноябре 2012 года.

## Сюжет
Бездетная пара Зоуи (Тони Коллетт) и Алек (Йоан Гриффит) безуспешно пытается завести ребёнка. Врач говорит, что они оба здоровы, а причины психосоматические и связаны с неким ДТП. Они решают усыновить ребёнка и впервые едут в детский дом. Директор дома даёт им понять, что процесс усыновления очень сложен, но уже на следующий день на пороге их дома появляется один из обитателей учреждения, Илай (Морис Коул). 7-летний мальчик всегда носит классический костюм и не по годам самостоятелен и рассудителен. Он очень нравится Зоуи, владельцу магазина детских книг, однако Алек полностью поглощён финансовыми неудачами своего предприятия по производству игрушек. По ходу развития сюжета становится известно, что у Зоуи и Алека уже был сын, погибший под колёсами автомобиля во время прогулки с матерью. С появлением Илая жизнь семьи налаживается, он также подаёт Алеку отличную маркетинговую идею. Но некоторые действия Илая, в том числе непонятные разговоры с местным бродягой (Ричард Грант), заставляют усомниться в том, что он действительно был рядовым воспитанником детского дома.

## Актёры
| Актёр         | Роль         |
| ------------- | ------------ |
| Тони Коллетт  | Зоуи         |
| Йоан Гриффит  | Алек         |
| Морис Коул    | Илай         |
| Хэйли Миллс   | миссис Лэнг  |
| Ричард Грант  | мистер Поттс |
| Энн Рейд      | Диана        |
| Барри Джексон | Том Дженкинс |

## Создание и выход
Джонатан Ньюмен долгое время снимал короткометражки, телесериалы и независимые фильмы. Его 10-минутная драма «Foster» 2005 года рассказывает о смышлёном усыновлённом ребёнке. Она была признана успешной, и Ньюмен снял по ней полнометражную картину, актёры были заменены на более известных. В феврале 2011 года фильм был показан на Берлинском кинофестивале, после чего и на других кинофорумах. 5 ноября 2012 года картина должна выйти на экраны британских кинотеатров, однако ещё годом ранее она «просочилась» в интернет. Немногочисленные рецензии положительно характеризуют фильм как сентиментальную семейную картину.